# IC 2602
IC 2602 је расијано звјездано јато у сазвјежђу Прамац које се налази на листи објеката дубоког неба у Индекс каталогу.
Деклинација објекта је - 64° 23' 39" а ректасцензија 10h 42m 56,5s. Привидна величина (магнитуда) објекта IC 2602 износи 1,6. IC 2602 је још познат и под ознакама OCL 838, ESO 93-SC2, Southern Pleiades.